# Hrušov (okres Mladá Boleslav)
Hrušov je obec v okrese Mladá Boleslav ve Středočeském kraji. Rozkládá se asi devět kilometrů jihozápadně od Mladé Boleslavi. Žije zde 234 obyvatel.

## Historie
První písemná zmínka o vesnici pochází z roku 1346.

### Územněsprávní začlenění
Dějiny územněsprávního začleňování zahrnují období od roku 1850 do současnosti. V chronologickém přehledu je uvedena územně administrativní příslušnost obce v roce, kdy ke změně došlo:
- 1850 země česká, kraj Jičín, politický okres Nymburk, soudní okres Nové Benátky[5]
- 1855 země česká, kraj Mladá Boleslav, soudní okres Nové Benátky[5]
- 1868 země česká, politický okres Mladá Boleslav, soudní okres Nové Benátky[5]
- 1937 země česká, politický okres Mladá Boleslav expozitura Nové Benátky, soudní okres Nové Benátky[6]
- 1939 země česká, Oberlandrat Jičín, politický okres Mladá Boleslav expozitura Nové Benátky, soudní okres Nové Benátky[7]
- 1942 země česká, Oberlandrat Praha, politický okres Brandýs nad Labem, soudní okres Nové Benátky[8]
- 1945 země česká, správní okres Mladá Boleslav, expozitura a soudní okres Benátky nad Jizerou[9]
- 1949 Pražský kraj, okres Mladá Boleslav[10]
- 1960 Středočeský kraj, okres Mladá Boleslav[11]

## Doprava
Obcí prochází silnice III. třídy. Ve vzdálenosti 1,5 km vede silnice II/275 Bezno – Horky nad Jizerou – Jabkenice – Křinec, ve vzdálenosti tří kilometrů vede dálnice D10 Praha – Mladá Boleslav – Turnov s exitem 33. Železniční trať ani stanice na území obce nejsou. Nejblíže obci je železniční stanice Chotětov ve vzdálenosti čtyř kilometrů na trati Praha–Turnov. V obci zastavovaly v pracovních dnech května 2011 příměstské autobusové linky Mladá Boleslav – Horky nad Jizerou – Kadlín a Mladá Boleslav – Horky nad Jizerou – Chotětov.

## Pamětihodnosti
- Tvrz Nad Čertůvkou ze 13. až 14. století
- Pohřebiště únětické kultury, archeologické naleziště
- Socha svatého Jana Nepomuckého